# Lucas Silva Borges
Lucas Silva Borges (pronunciación en portugués: /ˈlu.kɐs ˈsɪlvə/; Bom Jesus de Goiás, Goiás, 16 de febrero de 1993) es un futbolista brasileño que juega como centrocampista en el Cruzeiro E.C. del Campeonato Brasileño de Serie A.
Fue internacional con la selección de fútbol sub-21 de Brasil, combinado con el que conquistó el Torneo Esperanzas de Toulon de 2014.

## Trayectoria

### Categorías inferiores
Nacido en Goiás, comenzó a jugar como futbolista en la Agremiação Esportiva Ovel hasta que con catorce años ingresó en las categorías inferiores del Cruzeiro Esporte Clube. Su gran rendimiento hizo que fuera ascendiendo por las diferentes categorías del club, hasta que en el año 2012 fue cedido al Nacional Esporte Clube de la cercana Minas Gerais, club de formación no profesional del Módulo I del Campeonato Mineiro que accedió ese mismo año al Campeonato Brasileño de Serie D, cuarta división del fútbol brasileño.

### Cruzeiro E. C.
A la conclusión del Campeonato Mineirao, donde únicamente disputó un partido, regresó a «Raposa», para debutar finalmente como profesional en el primer equipo el 18 de julio de 2012 frente a la Associação Portuguesa de Desportos en el Campeonato Brasileño de Serie A. Su debut como titular se produjo seis jornadas después en la victoria por 0-1 contra el Esporte Clube Bahia, disputando los noventa minutos en el que fue su segundo partido en la élite del fútbol brasileño.
Durante esa temporada disputó seis partidos más para un total de ocho en los que dejó buenas actuaciones que le valieron para que su entrenador Marcelo Oliveira le considerase como una de las opciones para el centro del campo, y se asentase así en el club.
Su progresión continuó en la temporada siguiente, donde desde el mes de agosto de 2013 se convirtió en uno de los fijos del equipo y reconvirtió su posición a la de pivote tras su participación en el campeonato estatal que ya disputó anteriormente. En la jornada diecisiete el futbolista anotó sus dos primeros goles como profesional y que sirvieron para que su equipo ganase por 5-3 al Club de Regatas Vasco da Gama el 1 de septiembre. En total disputó veintitrés partidos y se proclamó campeón de la Serie A con su equipo.
Mismo camino siguió en 2014, la de su consagración a nivel internacional, y en la que disputó por primera vez la Copa Libertadores. En el torneo jugó ocho partidos antes de caer eliminado en los cuartos de final por el Club Atlético San Lorenzo de Almagro, a la postre vencedor del torneo. En su tercera temporada en Serie A disputó un total de veintiséis partidos en los que anotó un gol proclamándose por segunda vez campeón de primera división, además de campeón estatal y subcampeón de Copa, y ser proclamado como uno de los mejores mediocentros del año en Brasil.
Tras la conclusión del campeonato deportivo, Cruzeiro recibió una oferta del Real Madrid Club de Fútbol para su contratación, aprovechando el mercado invernal de fichajes de España. La primera propuesta fue rechazada mientras siguieron las negociaciones entre ambos clubes y el jugador declaró desconocer su futuro pese a que manifestó su ilusión por poder jugar en dicho club, y en especial junto a Cristiano Ronaldo.

### Etapa en Europa
El 23 de enero de 2015 el club español Real Madrid Club de Fútbol hizo oficial su contratación.
El 13 de febrero de 2015 jugó sus primeros minutos en el Real Madrid, ingresó al minuto 71 en un partido de liga contra el Real Club Deportivo de La Coruña, partido que terminó 2-0 a favor del Real Madrid. El 18 de febrero de 2015 se dio su debut en Champions League contra el club alemán Schalke 04 con victoria para los españoles por 0-2.
Tras irregulares actuaciones fue cedido al Olympique de Marsella francés donde sí dispuso de actuaciones frecuentes, siendo titular en la primera parte de la temporada para pasar a la suplencia en la segunda. Disputó un total de 33 partidos donde no terminó por asentarse y tras volver a la disciplina madridista el club español decidió cederlo nuevamente. Sin embargo, cuando las negociaciones con el Sporting de Portugal se encontraban cerca de cerrarse, unos problemas en su corazón surgidos en sus exámenes médicos cancelaron la operación. Pese a no detectar nada en una segunda revisión, el Real Madrid recomendó la interrupción de cualquier actividad deportiva hasta que el club diagnosticara su problema. El 23 de septiembre el club le dio el alta médica para regresar a los entrenamientos, tras los que en 2017 fue cedido nuevamente al Cruzeiro E. C. hasta el verano de 2019.

### Retorno a Brasil
El intento de reerguir la carrera en el Cruzeiro no correspondió a las expectativas de Lucas Silva. Aunque ha vuelto a actuar, no tuvo muchas oportunidades y su término del préstamo finaliza a finales de junio de 2018 el futbolista de Bicas no ha encontrado bajo el manto de Mano Menezes, las oportunidades que esperaba, dicha salida de Belo Horizonte será por el hecho de no haberse adaptado al estilo de este, Ha disputado 31 partidos de 65 y sólo ha sido titular en 16 (dos asistencias, cero goles), en la toca da raposa desde febrero de 2017, el volante hizo 42 partidos por el equipo tras el regreso - 36 el año pasado y seis en la actual temporada. Sin embargo, sólo fue titular en 24 veces, en la última edición de la Primera Liga, marcó un gol.

## Selección nacional

### Categorías inferiores
Internacional desde su etapa en la categoría sub-17, fue ascendiendo hasta ser convocado en 2014 para formar parte de la selección de fútbol sub-21 de Brasil, con la que debutó el 24 de mayo en el Torneo Esperanzas de Toulon. En él anotó un gol en cuatro partidos disputados antes de proclamarse vencedor.

## Habilidades
Destacan su desplazamiento en largo y su golpeo de balón desde media y larga distancia. En ese sentido, en una entrevista al medio deportivo Sport TV el jugador reveló que el jugador en el que más se fija para evolucionar es Juninho Pernambucano —jugador con uno de los mejores golpeos de balón a nivel mundial—.

## Estadísticas

### Clubes
Actualizado al último partido disputado el 23 de octubre de 2022.
| Club | Temporada     | Div.          | Liga  | Liga  | Liga   | Estatal(1) | Estatal(1) | Estatal(1) | Copas(2) | Copas(2) | Copas(2) | Internacional(3) | Internacional(3) | Internacional(3) | Total | Total | Total  | Media goleadora(4) |
| Club | Temporada     | Div.          | Part. | Goles | Asist. | Part.      | Goles      | Asist.     | Part.    | Goles    | Asist.   | Part.            | Goles            | Asist.           | Part. | Goles | Asist. | Media goleadora(4) |
| --- | ------------- | ------------- | ----- | ----- | ------ | ---------- | ---------- | ---------- | -------- | -------- | -------- | ---------------- | ---------------- | ---------------- | ----- | ----- | ------ | ------------------ |
| Nacional E. C. · Brasil | 2012          | Est.          | –     | –     | –      | 1          | –          | –          | —        | —        | —        | —                | —                | —                | 1     | 0     | 0      | 0,00               |
| Nacional E. C. · Brasil | Total club    | Total club    | 0     | 0     | 0      | 1          | 0          | 0          | 0        | 0        | 0        | 0                | 0                | 0                | 1     | 0     | 0      | 0                  |
| Cruzeiro E. C. · Brasil | 2012          | 1.ª           | 8     | –     | –      | –          | –          | –          | –        | –        | –        | –                | –                | –                | 8     | –     | –      | 0                  |
| Cruzeiro E. C. · Brasil | 2013          | 1.ª           | 23    | 2     | –      | 2          | –          | –          | 3        | –        | –        | –                | –                | –                | 28    | 2     | –      | 0,07               |
| Cruzeiro E. C. · Brasil | 2014          | 1.ª           | 27    | 1     | 1      | 9          | –          | –          | 4        | –        | 1        | 8                | –                | 1                | 48    | 1     | 3      | 0,02               |
| Cruzeiro E. C. · Brasil | 2017          | 1.ª           | 20    | –     | –      | 9          | –          | –          | 7        | –        | –        | –                | –                | –                | 36    | 0     | 0      | 0                  |
| Cruzeiro E. C. · Brasil | 2018          | 1.ª           | 23    | –     | 4      | 6          | –          | 1          | 7        | –        | –        | 8                | 1                | 1                | 44    | 1     | 6      | 0                  |
| Cruzeiro E. C. · Brasil | 2019          | 1.ª           | 6     | –     | –      | 10         | –          | –          | 1        | –        | –        | 1                | –                | –                | 18    | 0     | 0      | 0                  |
| Cruzeiro E. C. · Brasil | Total club    | Total club    | 107   | 3     | 5      | 36         | 0          | 1          | 22       | 0        | 1        | 17               | 1                | 2                | 182   | 4     | 9      | 0,03               |
| Real Madrid C. F. · España | 2014-15       | 1.ª           | 8     | –     | –      | –          | –          | –          | –        | –        | –        | 1                | –                | –                | 9     | 0     | 0      | 0                  |
| Real Madrid C. F. · España | Total club    | Total club    | 8     | 0     | 0      | 0          | 0          | 0          | 0        | 0        | 0        | 1                | 0                | 0                | 9     | 0     | 0      | 0,00               |
| Olympique de Marsella Francia | 2015-16       | 1.ª           | 22    | –     | –      | –          | –          | –          | 5        | –        | –        | 6                | –                | –                | 33    | 0     | 0      | 0                  |
| Olympique de Marsella Francia | Total club    | Total club    | 22    | 0     | 0      | 0          | 0          | 0          | 5        | 0        | 0        | 6                | 0                | 0                | 33    | 0     | 0      | 0                  |
| Grêmio F. P. A. · Brasil | 2020          | 1.ª           | 32    | 1     | 1      | 14         | –          | –          | 6        | –        | –        | 6                | –                | –                | 58    | 1     | 1      | 0.02               |
| Grêmio F. P. A. · Brasil | 2021          | 1.ª           | 25    | 2     | –      | 10         | 1          | 1          | 6        | –        | –        | 7                | –                | –                | 48    | 3     | 1      | 0.06               |
| Grêmio F. P. A. · Brasil | 2022          | 2.ª           | 20    | 0     | –      | 10         | 1          | –          | 1        | –        | –        | –                | –                | –                | 31    | 1     | 0      | 0.03               |
| Grêmio F. P. A. · Brasil | Total club    | Total club    | 77    | 3     | 1      | 34         | 2          | 1          | 13       | 0        | 0        | 13               | 0                | 0                | 137   | 5     | 2      | 0.38               |
| Total carrera | Total carrera | Total carrera | 214   | 6     | 6      | 71         | 2          | 2          | 40       | 0        | 1        | 37               | 1                | 2                | 362   | 9     | 11     | 0.02               |
| (1)Incluidos los datos de la Primera Liga, Campeonato Mineiro (2013-19), Campeonato Gaúcho (2020). (2)Incluidos los datos de la Copa do Brasil (2013-19), Copa del Rey (2014) (3)Incluidos los datos de la Copa Libertadores (2014-20), UEFA Champions League (2014-15), UEFA Europa League (4) No incluye goles en partidos amistosos. |               |               |       |       |        |            |            |            |          |          |          |                  |                  |                  |       |       |        |                    |

## Palmarés

### Torneos nacionales
| Título             | Club           | Año  |
| ------------------ | -------------- | ---- |
| Campeonato de Liga | Cruzeiro E. C. | 2013 |
| Campeonato de Liga | Cruzeiro E. C. | 2014 |
| Copa               | Cruzeiro E. C. | 2017 |
| Copa               | Cruzeiro E. C. | 2018 |

### Torneos estatales
| Título              | Club           | Estado             | Año  |
| ------------------- | -------------- | ------------------ | ---- |
| Campeonato Estadual | Cruzeiro E. C. | Minas Gerais       | 2014 |
| Campeonato Estadual | Cruzeiro E. C. | Minas Gerais       | 2018 |
| Campeonato Estadual | Cruzeiro E. C. | Minas Gerais       | 2019 |
| Recopa Gaúcha       | Grêmio FBPA    | Río Grande del Sur | 2023 |

### Torneos internacionales
| Título              | Club            | Año  |
| ------------------- | --------------- | ---- |
| "Espoirs" de Toulon | Brasil (sub-21) | 2014 |

### Distinciones individuales
| Distinción    | Año  |
| ------------- | ---- |
| Bola de Plata | 2014 |